# House band
Una house band è un gruppo musicale che suona regolarmente in un locale, o nel corso di un programma televisivo, radiofonico, o in uno studio di registrazione.

## Storia
La tendenza di far suonare abitualmente dei gruppi musicali nei locali pubblici nacque a Chicago, e risale alla cosiddetta "età del jazz" (1918-1928). L'aumento dei costi degli studi di registrazione, che allora si stavano perfezionando, spinse le case discografiche dell'epoca a risparmiare denaro assumendo dei musicisti di supporto.
Con l'avvento della televisione negli anni cinquanta, le band swing si esibivano abitualmente nei programmi di varietà, dando il via a una consuetudine che è viva tutt'oggi. Una delle più longeve e famose house band ancora in attività è la Tonight Show Band, che accompagna l'omonimo programma televisivo dagli anni cinquanta. La formazione di Johnny Carson e Doc Severinsen riuscì a sbarcare il lunario grazie alla messa in onda delle sue puntate in seconda serata, e questo nonostante i continui cambi di tendenza della popular music. Il Late Night with David Letterman, la cui prima puntata venne trasmessa nel 1982, presenta la World's Most Dangerous Band di Paul Shaffer, prima house band influenzata dall'R&B e il rock. La collaborazione fra il gruppo e David Letterman proseguì fino al 1993, anno in cui lui iniziò a lavorare per la CBS e iniziò a condurre il David Letterman Show. 
Oggigiorno le house band sono richieste nei talk show trasmessi fino a tardi. I loro membri suonano dei motivi musicali originali e brani di altri autori, intrattengono i partecipanti al programma quando viene trasmessa la pubblicità, e fungono talvolta da spalla nel corso degli sketch comici.
I Roots divennero la prima house band di hip hop apparsa in un programma trasmesso in seconda serata quando, nel 2009, entrarono nell'entourage del Late Night with Jimmy Fallon.